# Andrew Sessler

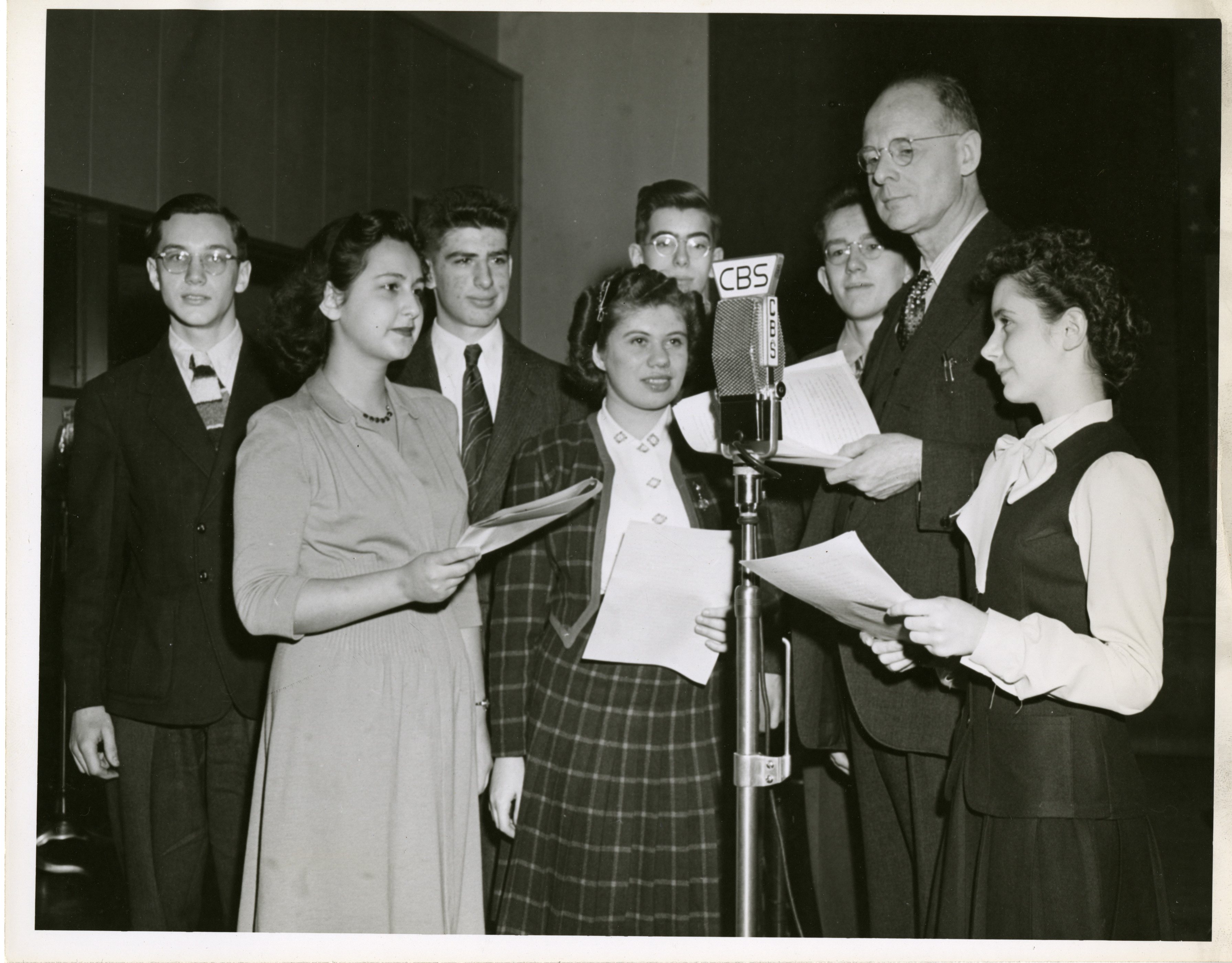
Andrew Sessler (dritter von links) bei einem Radiointerview (1945)

Andrew Marienhoff Sessler (* 11. Dezember 1928 in New York City; † 18. April 2014 in Oakland) war ein US-amerikanischer Physiker, der sich insbesondere mit der Physik von Teilchenbeschleunigern, Elementarteilchen- und Plasmaphysik beschäftigte.

## Werdegang
Sessler studierte an der Harvard University (Bachelor 1949) und der Columbia University, wo er 1951 seinen Master-Abschluss machte und 1953 promovierte. Als Post-Doc war er an der Cornell University und ab 1954 als Assistant Professor an der Ohio State University. 1961 ging er ans Lawrence Berkeley National Laboratory, wo er 1973 bis 1980 Direktor war. In dieser Zeit gründete er dort die Abteilungen Umweltwissenschaften und Geowissenschaften. 2002 emeritierte er dort. Zuvor war er dort Sprecher der Neutrino Factory und der Muon Collider Collaboration.
Von 1988 bis 1991 war er Vorstand der Federation of American Scientists und Mitgründer einer Gruppe (SOS), die sowjetische Dissidenten wie Andrei Sacharow unterstützte, wofür er 1995 die Dwight Nicholson Medal der APS erhielt. 1998 war er Präsident der American Physical Society (APS), deren Fellow er seit 1972 war. Seit 1990 war er Mitglied der National Academy of Sciences. 1997 erhielt er den Robert R. Wilson Prize der APS, 1970 den Ernest-Orlando-Lawrence-Preis und 2014 den Enrico-Fermi-Preis.
Neben Arbeiten zur Beschleunigerphysik veröffentlichte er auch theoretische Arbeiten über quantentheoretische statistische Mechanik (Quantenstatistik), Atomphysik und Superfluidität.
Sessler war auch aktiv in der Studiengruppe der National Academy of Sciences zu den Langzeitauswirkungen der Atombombenabwürfe auf Hiroshima und Nagasaki und in einer Initiativgruppe der APS gegen Landminen.

## Schriften
- Andrew Sessler, Edmund Wilson: Engines of Discovery. A Century of Particle Accelerators. World Scientific, Singapore u. a. 2007, ISBN 978-981-270-070-4.
- Ko-Autor einer Geschichte der Midwestern Universities Research Association (MURA) (Innovation Was Not Enough, World Scientific)